# Skellefteå pastorat
Skellefteå pastorat är från och med 1 januari 2014 ett pastorat inom Svenska kyrkan i Skellefte kontrakt i Luleå stift. Pastoratet omfattar fem församlingar i Skellefteå kommun. Pastoratet har ungefär 145 tjänster och cirka 40 000 medlemmar tillsammans.
Pastoratskod är 110401.

## Administrativ historik
Beslut om det nya pastoratet togs av Stiftsstyrelsen i Luleå stift tisdag den 18 december 2012.

## Historiskt pastorat
Mellan början av 1400-talet och fram till början på 1800-talet fanns det historiska Skellefteå pastorat, som utgjordes av Skellefteå församling och var en del av Västerbottens andra kontrakt av Härnösands stift.

## Ingående församlingar
- Byske-Fällfors församling
- Kågedalens församling
- Jörn-Bolidens församling
- Skellefteå landsförsamling
- Skellefteå Sankt Olovs församling.